# Liste des députés de Maine-et-Loire
 (mai 2025).
 (mai 2025).
Liste des députés de Maine-et-Loire

## Assemblée nationale (VeRépublique)

### XVIIelégislature(2024-2029)
| Circonscription                             | Identité            | Parti | Parti    | Suppléant             | Autres mandats |
| ------------------------------------------- | ------------------- | ----- | -------- | --------------------- | -------------- |
| Première circonscription de Maine-et-Loire  | François Gernigon   |       | Horizons | Hélène Cruypenninck   |                |
| Deuxième circonscription de Maine-et-Loire  | Stella Dupont       |       | NI       | Valérie Lioton        |                |
| Troisième circonscription de Maine-et-Loire | Anne-Laure Blin     |       | LR       | Jean-Pierre Beaudouin |                |
| Quatrième circonscription de Maine-et-Loire | Laetitia Saint-Paul |       | Horizons | Philippe Algoet       |                |
| Cinquième circonscription de Maine-et-Loire | Denis Masséglia     |       | RE       | Cécile Fleurance      |                |
| Sixième circonscription de Maine-et-Loire   | Nicole Dubré-Chirat |       | RE       | Alexandre Brugère     |                |
| Septième circonscription de Maine-et-Loire  | Philippe Bolo       |       | MoDem    | Patricia Maussion     |                |

### XVIelégislature(2022-2024)
| Circonscription                             | Identité            | Parti | Parti    | Suppléant            | Autres mandats                                                            |
| ------------------------------------------- | ------------------- | ----- | -------- | -------------------- | ------------------------------------------------------------------------- |
| Première circonscription de Maine-et-Loire  | François Gernigon   |       | Horizons | Hélène Cruypenninck  | Maire de Verrières-en-Anjou Conseiller départemental du canton d'Angers-6 |
| Deuxième circonscription de Maine-et-Loire  | Stella Dupont       |       | LREM     | Sébastien Boussion   |                                                                           |
| Troisième circonscription de Maine-et-Loire | Anne-Laure Blin     |       | LR       | Jean-Pierre Beaudoin |                                                                           |
| Quatrième circonscription de Maine-et-Loire | Laetitia Saint-Paul |       | LREM     | Philippe Algoet      |                                                                           |
| Cinquième circonscription de Maine-et-Loire | Denis Masséglia     |       | LREM     | Cécile Fleurance     |                                                                           |
| Sixième circonscription de Maine-et-Loire   | Nicole Dubré-Chirat |       | LREM     | Alexandre Brugère    |                                                                           |
| Septième circonscription de Maine-et-Loire  | Philippe Bolo       |       | MoDem    | Patricia Maussion    | Conseiller municipal d'Avrillé                                            |

### XVelégislature(2017-2022)
| Circonscription                             | Identité                             | Parti | Parti                | Suppléant                | Autres mandats                                                          |
| ------------------------------------------- | ------------------------------------ | ----- | -------------------- | ------------------------ | ----------------------------------------------------------------------- |
| Première circonscription de Maine-et-Loire  | Matthieu Orphelin                    |       | LREM (jusqu'en 2019) | Catherine Amiel          |                                                                         |
| Deuxième circonscription de Maine-et-Loire  | Stella Dupont                        |       | LREM                 | Marc Goua                | Maire de Chalonnes-sur-Loire Conseillère régionale des Pays de la Loire |
| Troisième circonscription de Maine-et-Loire | Jean-Charles Taugourdeau (2017-2020) |       | LR                   | Élisabeth Marquet        | Maire de Beaufort-en-Vallée                                             |
| Troisième circonscription de Maine-et-Loire | Anne-Laure Blin                      |       | LR                   | Jean-Charles Taugourdeau |                                                                         |
| Quatrième circonscription de Maine-et-Loire | Laetitia Saint-Paul                  |       | LREM                 | Rodolphe Mirande         |                                                                         |
| Cinquième circonscription de Maine-et-Loire | Denis Masséglia                      |       | LREM                 | Carole Bossard-Gautier   |                                                                         |
| Sixième circonscription de Maine-et-Loire   | Nicole Dubré-Chirat                  |       | LREM                 | Claude Eas               |                                                                         |
| Septième circonscription de Maine-et-Loire  | Philippe Bolo                        |       | MoDem                | Caroline Fiorentini      | adjoint au maire d'Avrillé                                              |

### XIVeLégislature (2012-2017)

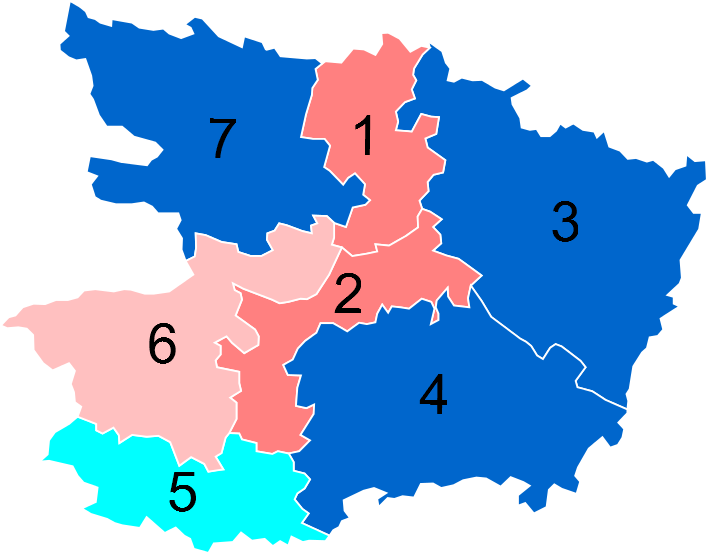
Résultats des élections des législatives 2012 en Maine-et-Loire.

| Circonscription     | Identité                    | Parti            | Suppléant                  |
| ------------------- | --------------------------- | ---------------- | -------------------------- |
| 1re circonscription | M. Luc Belot                | Parti socialiste | M. André Marchand          |
| 2e circonscription  | M. Marc Goua                | Parti socialiste | Mme Stella Dupont          |
| 3e circonscription  | M. Jean-Charles Taugourdeau | UMP              | Mme Élisabeth Marquet      |
| 4e circonscription  | M. Michel Piron             | UMP puis UDI     | M. Éric Touron             |
| 5e circonscription  | M. Gilles Bourdouleix       | UDI puis CNIP    | M. François-Michel Soulard |
| 6e circonscription  | M. Serge Bardy              | DVG (Diss. PS)   | Mme Claude Rabin           |
| 7e circonscription  | M. Marc Laffineur           | UMP              | Joseph Bossé               |

### XIIIeLégislature (2007-2012)
| Circonscription     | Identité                      | Parti            | Suppléant                  |
| ------------------- | ----------------------------- | ---------------- | -------------------------- |
| 1re circonscription | Mme Roselyne Bachelot-Narquin | UMP              | Paul Jeanneteau            |
| 2e circonscription  | M. Marc Goua                  | Parti socialiste | M. Frédéric Béatse         |
| 3e circonscription  | M. Jean-Charles Taugourdeau   | UMP              | Mme Élisabeth Marquet      |
| 4e circonscription  | M. Michel Piron               | UMP              | M. Éric Touron             |
| 5e circonscription  | M. Gilles Bourdouleix         | UMP              | M. François-Michel Soulard |
| 6e circonscription  | M. Hervé de Charette          | UMP puis NC      | M. Jean-Claude Morinière   |
| 7e circonscription  | M. Marc Laffineur             | UMP              | Joseph Bossé               |

### XIIeLégislature (2002-2007)
| Circonscription     | Identité                      | Parti | Suppléant                  |
| ------------------- | ----------------------------- | ----- | -------------------------- |
| 1re circonscription | Mme Roselyne Bachelot-Narquin | UMP   | M. René Bouin              |
| 2e circonscription  | M. Dominique Richard          | UMP   | M. Michel Bordereau        |
| 3e circonscription  | M. Jean-Charles Taugourdeau   | UMP   | Mme Élisabeth Marquet      |
| 4e circonscription  | M. Michel Piron               | UMP   | M. Éric Touron             |
| 5e circonscription  | M. Gilles Bourdouleix         | UMP   | M. François-Michel Soulard |
| 6e circonscription  | M. Hervé de Charette          | UMP   | M. Jean-Claude Morinière   |
| 7e circonscription  | M. Marc Laffineur             | UMP   | M. Joseph Bossé            |

### XIeLégislature (1997-2002)
| Circonscription     | Identité                      | Parti                 | Suppléant                |
| ------------------- | ----------------------------- | --------------------- | ------------------------ |
| 1re circonscription | Mme Roselyne Bachelot-Narquin | RPR                   | M. René Bouin            |
| 2e circonscription  | M. Hubert Grimault            | UDF                   | Dominique Richard        |
| 3e circonscription  | M. Christian Martin           | UDF                   | Jean-Charles Taugourdeau |
| 4e circonscription  | M. Jean-Michel Marchand       | Verts                 | Christophe Reveille      |
| 5e circonscription  | M. Maurice Ligot              | UDF                   | Xavier Coiffard          |
| 6e circonscription  | M. Hervé de Charette          | UDF                   | Jean-Claude Morinière    |
| 7e circonscription  | M. Marc Laffineur             | UDF puis, en 1998, DL | Joseph Bossé             |

### XeLégislature (1993-1997)
| Circonscription     | Identité                      | Parti | Suppléant        |
| ------------------- | ----------------------------- | ----- | ---------------- |
| 1re circonscription | Mme Roselyne Bachelot-Narquin | RPR   | René Bouin       |
| 2e circonscription  | M. Hubert Grimault            | UDF   | Guy Poirier      |
| 3e circonscription  | M. Edmond Alphandéry          | UDF   | Christian Martin |
| 4e circonscription  | M. Jean Bégault               | UDF   | Louis Robineau   |
| 5e circonscription  | M. Maurice Ligot              | UDF   | Régis Mulliez    |
| 6e circonscription  | M. Hervé de Charette          | UDF   | Alain Levoyer    |
| 7e circonscription  | M. Marc Laffineur             | UDF   | Joseph Bossé     |

### IXeLégislature (1988-1993)
| Circonscription     | Identité                      | Parti | Suppléant          |
| ------------------- | ----------------------------- | ----- | ------------------ |
| 1re circonscription | Mme Roselyne Bachelot-Narquin | RPR   | René Bouin         |
| 2e circonscription  | M. Hubert Grimault            | CDS   | Guy Poirier        |
| 3e circonscription  | M. Edmond Alphandéry          | CDS   | Christian Martin   |
| 4e circonscription  | M. Jean Bégault               | UDF   | Louis Robineau     |
| 5e circonscription  | M. Maurice Ligot              | UDF   | Madeleine Grégoire |
| 6e circonscription  | M. Hervé de Charette          | UDF   | Alain Levoyer      |
| 7e circonscription  | M. Marc Laffineur             | UDF   | Joseph Bosse       |

### VIIIeLégislature (1986-1988) (scrutin proportionnel)
| Liste   | Identité              | Parti | Suppléant                              |
| ------- | --------------------- | ----- | -------------------------------------- |
| UDF-RPR | M. Edmond Alphandéry  | UDF   | pas de suppléant                       |
| DVD     | M. Jean Bégault       | DVD   | pas de suppléant                       |
| PS      | M. Jean-Claude Chupin | PS    | pas de suppléant                       |
| UDF-RPR | M. Jean Foyer         | RPR   | pas de suppléant                       |
| PS      | Mme Ginette Leroux    | PS    | M. Jacques Percereau, suivant de liste |
| DVD     | M. Maurice Ligot      | DVD   | pas de suppléant                       |
| UDF-RPR | M. Jean Narquin       | RPR   | pas de suppléant                       |

### VIIeLégislature (1981-1986)
| Circonscription     | Identité             | Parti | Suppléant        |
| ------------------- | -------------------- | ----- | ---------------- |
| 1re circonscription | M. Jean Narquin      | RPR   | Éliane Peter     |
| 2e circonscription  | M. Jean Foyer        | RPR   | Jean Chalopin    |
| 3e circonscription  | M. Edmond Alphandéry | UDF   | Christian Martin |
| 4e circonscription  | M. Jean Bégault      | UDF   | Louis Robineau   |
| 5e circonscription  | M. Maurice Ligot     | DVD   | Jean Huchon      |
| 6e circonscription  | M. René la Combe     | RPR   | Jean-Claude Rémy |

### VIeLégislature (1978-1981)
| Circonscription     | Identité             | Parti | Suppléant        |
| ------------------- | -------------------- | ----- | ---------------- |
| 1re circonscription | M. Jean Narquin      | RPR   | Éliane Peter     |
| 2e circonscription  | M. Jean Foyer        | RPR   | Jean Chalopin    |
| 3e circonscription  | M. Edmond Alphandéry | UDF   | Christian Martin |
| 4e circonscription  | M. Jean Bégault      | UDF   | Louis Robineau   |
| 5e circonscription  | M. Maurice Ligot     | DVD   | Jean Huchon      |
| 6e circonscription  | M. René la Combe     | RPR   | Anne Curet       |

### VeLégislature (1973-1978)
| Circonscription     | Identité         | Parti | Suppléant      |
| ------------------- | ---------------- | ----- | -------------- |
| 1re circonscription | M. Jean Narquin  | UDR   | Jacques Peuch  |
| 2e circonscription  | M. Jean Foyer    | UDR   | Jean Chalopin  |
| 3e circonscription  | M. Paul Boudon   | UDR   | Paul Thulasne  |
| 4e circonscription  | M. Jean Bégault  | DVD   | Louis Robineau |
| 5e circonscription  | M. Maurice Ligot | DVD   | Jean Huchon    |
| 6e circonscription  | M. René la Combe | UDR   | Yves Besnier   |

### IVeLégislature (1968-1973)
| Circonscription     | Identité                         | Parti | Suppléant       |
| ------------------- | -------------------------------- | ----- | --------------- |
| 1re circonscription | M. Jean Narquin                  | UDR   | Jacques Peuch   |
| 2e circonscription  | M. Jean Foyer                    | UDR   | Jean Chalopin   |
| 3e circonscription  | M. Philippe Rivain               | UDR   | Paul Boudon     |
| 4e circonscription  | M. Robert Hauret                 | UDR   | Eugène Gautier  |
| 5e circonscription  | M. René Le Bault de La Morinière | UDR   | Charles Bossard |
| 6e circonscription  | M. René la Combe                 | UDR   | Yves Besnier    |

### IIIeLégislature (1967-1968)
| Circonscription     | Identité                         | Parti | Suppléant        |
| ------------------- | -------------------------------- | ----- | ---------------- |
| 1re circonscription | M. Edgard Pisani                 | UD-Ve | Paul Cherbonneau |
| 2e circonscription  | M. Jean Foyer                    | UD-Ve | Jean Chalopin    |
| 3e circonscription  | M. Philippe Rivain               | UD-Ve | Paul Boudon      |
| 4e circonscription  | M. Robert Hauret                 | UD-Ve | Eugène Gautier   |
| 5e circonscription  | M. René Le Bault de La Morinière | UD-Ve | Guy Ronsin       |
| 6e circonscription  | M. René la Combe                 | UD-Ve | Yves Besnier     |

### IIeLégislature (1962-1967)
| Circonscription     | Identité                         | Parti   | Suppléant          |
| ------------------- | -------------------------------- | ------- | ------------------ |
| 1re circonscription | M. Jacques Millot                | DVD     | Paul Cherbonneau   |
| 2e circonscription  | M. Jean Foyer                    | UNR-UDT | Jean Chalopin      |
| 3e circonscription  | M. Philippe Rivain               | UNR-UDT | Paul Boudon        |
| 4e circonscription  | M. Robert Hauret                 | UNR-UDT | Eugène Gautier     |
| 5e circonscription  | M. René Le Bault de La Morinière | UNR-UDT | Georges Mincheneau |
| 6e circonscription  | M. René la Combe                 | UNR-UDT | Yves Besnier       |

### IreLégislature 1958-1962
| Circonscription     | Identité                         | Parti | Suppléant                      |
| ------------------- | -------------------------------- | ----- | ------------------------------ |
| 1re circonscription | M. Victor Chatenay               | UNR   | Jean Foyer puis Jacques Millot |
| 2e circonscription  | M. Jean Turc                     | CNI   | Joseph Cocard                  |
| 3e circonscription  | M. Philippe Rivain               | UNR   | Paul Boudon                    |
| 4e circonscription  | M. Robert Hauret                 | UNR   | Eugène Gautier                 |
| 5e circonscription  | M. René Le Bault de La Morinière | UNR   | Georges Mincheneau             |
| 6e circonscription  | M. René la Combe                 | UNR   | Jean Narquin                   |

## Assemblée nationale (IVeRépublique)

### IIIeLégislature (1956-1958)
| Liste                                                             | Identité             | Parti |
| ----------------------------------------------------------------- | -------------------- | ----- |
| Union des indépendants d'action démocratique et paysanne          | M. Jean Turc         | IPAS  |
| Mouvement républicain populaire                                   | M. Georges Prisset   | MRP   |
| Mouvement républicain populaire                                   | M. Jean Sauvage      | MRP   |
| Union des indépendants, des paysans et des républicains nationaux | M. Bernard Manceau   | IPAS  |
| Mouvement républicain populaire                                   | M. Fernand Angibault | MRP   |
| Union nationale d'action sociale                                  | M. Victor Chatenay   | RS    |

### IIeLégislature (1951-1956)
| Liste                            | Identité               | Parti |
| -------------------------------- | ---------------------- | ----- |
| Rassemblement du peuple français | M. Diomède Catroux     | RPF   |
| Mouvement républicain populaire  | M. Jean Sauvage        | MRP   |
| Mouvement républicain populaire  | M. Joseph Le Sciellour | MRP   |
| Mouvement républicain populaire  | M. Charles Barangé     | MRP   |
| Rassemblement du peuple français | M. André Commentry     | RPF   |
| Rassemblement du peuple français | M. Victor Chatenay     | RS    |

### IreLégislature (1946-1951)
| Liste                                     | Identité                         | Parti |
| ----------------------------------------- | -------------------------------- | ----- |
| MRP                                       | M. Joseph Le Sciellour           | MRP   |
| MRP                                       | M. Louis Asseray                 | MRP   |
| PCF                                       | M. Georges Morand                | PCF   |
| MRP                                       | M. Charles Barangé               | MRP   |
| SFIO                                      | M. Auguste Allonneau             | SFIO  |
| Liste républicaine unique antitripartiste | M. Jean de Geoffre de Chabrignac | PRL   |

## Assemblée nationale constituante (Gouvernement Provisoire de la République Française)

### Deuxième constituante (1946)
Joseph Le Sciellour (PCF)
Georges Morand (PCF)
Auguste Allonneau (SFIO)
Charles Barangé (MRP)
Louis Asseray (MRP)
Emmanuel Clairefond (MRP)

### Première constituante (1945-1946)
Joseph Le Sciellour (PCF)
Auguste Allonneau (SFIO)
Étienne de Raulin (UDSR)
Charles Barangé (MRP)
Joseph Barbary (MRP)
Bernard Huet (PRL)

## Chambre des députés (IIIeRépublique)

### XVIeLégislature(1936-1940)
- Segré : Albert Blanchoin, Parti de la Jeune République
- Saumur : Robert Millin de Grandmaison, Républicains indépendants et d'action sociale
- Angers-1 : Émile Perrein, Radical-socialiste
- Angers-2 : André Cointreau, Républicains indépendants et d'action sociale
- Cholet-1 : François de Polignac, Républicains indépendants et d'action sociale
- Baugé : Gaston Moreau, Alliance des républicains de gauche et des radicaux indépendants
- Cholet-2 : Henri de Saint-Pern, Fédération républicaine, décédé le 16 janvier 1945

### XVeLégislature(1932-1936)
- Segré : Fortuné d'Andigné, Fédération républicaine, décédé le 28 août 1935, remplacé par Albert Blanchoin, Indépendant de Gauche - Jeune République, élu le 3 novembre 1935
- Saumur : Georges Millin de Grandmaison, Républicain et social, élu sénateur en 1933, remplacé par Robert Millin de Grandmaison (fils du précédent), Républicain et social, élu le 11 juin 1933
- Angers-1 : Émile Perrein, Radical-socialiste
- Baugé : Jean Hérard, Radical-socialiste
- Angers-2 : André Cointreau, Centre républicain
- Cholet-1 : François de Polignac, Républicain et social
- Cholet-2 : Louis Rolland, Démocrate Populaire

### XIVeLégislature(1928-1932)
Les élections législatives furent au scrutin d'arrondissement majoritaire à deux tours de 1928 à 1936.
- Baugé : Jean Hérard, Radical-socialiste
- Cholet-1 : François de Polignac, Union républicaine démocratique
- Angers-1 : Edmond Boyer, Gauche sociale et radicale
- Cholet-2 : Louis Rolland, Indépendant (Droite)
- Angers-2 : Ferdinand Bougère, Indépendant (Droite)
- Saumur : Georges Millin de Grandmaison, Union républicaine démocratique
- Segré : Geoffroy d'Andigné, Indépendant (Droite), décédé le 10 mars 1932, non remplacé

Source : Élections législatives 22-29 avril 1928 de Georges Lachapelle - https://gallica.bnf.fr/ark:/12148/bpt6k320439r.texteImage#

### XIIIeLégislature(1924-1928)
Les élections législatives de 1924 furent organisées au scrutin proportionnel de liste. Elles marquèrent au niveau national national la victoire du "Cartel des gauches".
Première circonscription
Liste d'Union nationale et d'Union républicaine
- Georges Millin de Grandmaison, Union républicaine démocratique
- Alfred Rabouin, Républicain de gauche (modéré), Conseiller général
- Adrien Planchenault, Non-inscrit, Conseiller général, Premier adjoint au maire d'Angers, décédé le 31 juillet 1927, non remplacé
- Edmond Boyer, Républicain de gauche (modéré), Conseiller général

Deuxième circonscription
Liste d'Union nationale
- Ferdinand Bougère, Non-inscrit (Droite), Licencié en droit
- René-Charles Blachez, Non-inscrit (Droite), Président du Conseil général, maire de Montjean-sur-Loire
- Geoffroy d'Andigné, Non-inscrit (Droite), Conseiller général, maire de Sainte-Gemmes-d'Andigné

Source : Barodet sur le site de l'Assemblée Nationale - https://bibnum.sciencespo.fr/s/catalogue/ark:/46513/sc16m1m0#?c=&m=&s=&cv=

### XIIeLégislature(1919-1924)
Les élections législatives de 1919 furent organisées au scrutin proportionnel de liste. Elles marquèrent au niveau national la victoire du "Bloc national" de centre-droit.
Liste des candidats républicains
- Jacques-Ambroise Monprofit, Entente républicaine démocratique, décédé le 30 janvier 1922, non remplacé
- Georges Millin de Grandmaison, Entente républicaine démocratique, conseiller général
- Alfred Rabouin, Républicain de gauche (modéré), conseiller général

Liste républicaine d'union nationale
- Julien Bessonneau (fils), Action républicaine et sociale
- Jean-Charles Boutton, Action républicaine et sociale
- Anatole Manceau, Action républicaine et sociale

Liste des candidats de l'Union nationale
- Ferdinand Bougère, Indépendant de droite

Source : Barodet sur le site de l'Assemblée Nationale - https://bibnum.sciencespo.fr/s/catalogue/ark:/46513/sc16m2kz#?c=&m=&s=&cv=.

### XIeLégislature(1914-1919)
- Angers-1 : Gaston Dumesnil, Fédération républicaine (Droite), Mort pour la France le 8 septembre 1918, non remplacé
- Angers-2 : Ferdinand Bougère, Non-inscrit (Droite)
- Saumur : Georges Millin de GrandmaisonFédération républicaine (Droite)
- Segré : Laurent Bougère, Non-inscrit (Droite), décédé le 18 août 1918, non remplacé
- Baugé : Alfred Rabouin, Républicain de gauche (Modéré)
- Cholet-2 : Pierre de Blacas d'Aulps, Droites
- Cholet-1 : Jules Delahaye, Droites

Sources : Journal Le Temps du 28 avril et du 12 mai 1914 sur Gallica - ,.

### XeLégislature(1910-1914)
- Angers-2 : Ferdinand Bougère, Indépendant (Droite)
- Saumur : Georges Millin de Grandmaison, Républicain progressiste
- Segré : Laurent Bougère, Droites
- Baugé : Jean-Baptiste Gioux, Gauche radicale
- Angers-1 : Jacques-Ambroise Monprofit, Républicain progressiste
- Cholet-2 : Pierre de Blacas d'Aulps, Droites
- Cholet-1 : Jules Delahaye, Droites

Sources : Journal Le Temps du 24 avril et du 8 mai 1910 sur Gallica - ,.

### IXeLégislature(1906-1910)
- Angers-2 : Ferdinand Bougère, Monarchiste (Groupe Action libérale)
- Saumur : Georges Millin de Grandmaison, Libéral
- Segré : Laurent Bougère, Monarchiste (Groupe Action libérale)
- Baugé : Jean-Baptiste Gioux, Gauche radicale
- Cholet-1 : Louis Armand Joseph de Maillé de La Tour-Landry, Duc de Plaisance, Monarchiste (Groupe Action libérale), décédé le 8 février 1907 remplacé par Jules Delahaye, non-inscrit (Conservateur), élu le 28 avril 1907
- Angers-1 : René Gauvin, Républicain progressiste
- Cholet-2 : Pierre de Blacas d'Aulps, non-inscrit (Monarchiste)

Sources : Journal Le Temps du 6 et du 22 mai 1906 sur Gallica - ,.

### VIIIeLégislature(1902-1906)
- Cholet-1 : Jules Baron, Conservateur,  démissionne en 1903 remplacé par Louis de Maillé de la Tour-Landry, Duc de Plaisance, Libéral
- Angers-2 : Ferdinand Bougère, Conservateur
- Saumur : Georges Millin de Grandmaison, Rallié
- Segré : Laurent Bougère, Conservateur
- Baugé : Fabien Cesbron, Conservateur
- Angers-1 : Pierre Bichon, Républicain ministériel
- Cholet-2 : Marie Ferdinand Raoul de La Bourdonnaye, Conservateur

Source : journal Le Temps du 29 avril et du 13 mai 1902 sur Gallica,.

### VIIeLégislature(1898-1902)
- Cholet-1 : Jules Baron, Monarchiste
- Angers-2 : Ferdinand Bougère, Monarchiste
- Saumur : Georges Millin de Grandmaison, Rallié
- Baugé : Julien Coudreuse, Républicain, décédé en 1898, remplacé par Émile Lemasson, Républicain,  démissionne en 1901, non remplacé
- Cholet-2 : Marie Ferdinand Raoul de La Bourdonnaye, Monarchiste
- Angers-1 : Jean Joxé, Républicain
- Segré : Laurent Bougère, Conservateur

Source : journal Le Temps du 10 mai et du 24 mai 1898 sur Gallica,.

### VIeLégislature(1893-1898)
- Cholet-1 : Armand-Urbain de Maillé de La Tour-Landry, Monarchiste, élu sénateur en 1896, remplacé par Jules Baron, Conservateur
- Saumur : Georges Millin de Grandmaison, Rallié
- Segré : Laurent Bougère, Conservateur
- Cholet-2 : Marie Ferdinand Raoul de La Bourdonnaye, Monarchiste
- Baugé : Julien Coudreuse, Républicain
- Angers-1 : Jean Guignard, Radical
- Angers-2 : Théobald de Soland, Monarchiste

Source : journal Le Temps du 22 août et du 5 septembre 1893 sur Gallica,.

### VeLégislature(1889-1893)
- Segré : Léonce de Terves, Bonapartiste
- Cholet-2 : Marie Ferdinand Raoul de La Bourdonnaye, Monarchiste
- Baugé : Charles Nicolas Lacretelle, Conservateur, décédé en 1891, remplacé par Julien Coudreuse, Républicain
- Saumur : François Eugène Berger, Bonapartiste
- Angers-1 : Alexandre Fairé, Monarchiste
- Angers-2 : Théobald de Soland, Monarchiste
- Cholet-1 : Armand-Urbain de Maillé de La Tour-Landry, Monarchiste

Source : journal Le Temps du 24 septembre et du 8 octobre 1889 sur Gallica,.

### IVeLégislature(1885-1889)
- Léonce de Terves
- Marie Ferdinand Raoul de La Bourdonnaye
- Jules Merlet
- François Eugène Berger
- Alexandre Fairé
- Ernest Chevalier décédé en 1887, remplacé par Charles Nicolas Lacretelle
- Théobald de Soland
- Armand-Urbain de Maillé de La Tour-Landry

### IIIeLégislature(1881-1885)
| Nom                                                   | Circonscription              | Date d'élection                                    | Date de fin de mandat | Étiquette/Parti     |
| ----------------------------------------------------- | ---------------------------- | -------------------------------------------------- | --------------------- | ------------------- |
| Albert Benoist (1842-1910)                            | (Baugé)                      | 21 août 1881                                       | 9 novembre 1885       | Union républicaine  |
| Jacques-Eugène Bury (1844-1897)                       | (Saumur)                     | 21 août 1881                                       | 9 novembre 1885       | Union républicaine  |
| Henri Louis Marie de Durfort-Civrac (1812-1884)       | 2e circonscription (Cholet)  | 21 août 1881                                       | 21 février 1884 †     | Union des Droites   |
| Marie Ferdinand Raoul de La Bourdonnaye (1837-1911)   | 2e circonscription (Cholet)  | 6 avril 1884 (En remplacement de Durfort-Civrac †) | 9 novembre 1885       | Union des Droites   |
| Alexis Maillé (1815-1897)                             | 2e circonscription (Angers)  | 21 août 1881                                       | 9 novembre 1885       | Gauche républicaine |
| Armand-Urbain de Maillé de La Tour-Landry (1816-1903) | 1re circonscription (Cholet) | 21 août 1881                                       | 9 novembre 1885       | Union des Droites   |
| Théobald de Soland (1821-1906)                        | 1re circonscription (Angers) | 21 août 1881                                       | 9 novembre 1885       | Union des Droites   |
| Léonce de Terves (1840-1916)                          | (Segré)                      | 21 août 1881                                       | 9 novembre 1885       | Union des Droites   |

### IIeLégislature(1877-1881)
| Nom                                                   | Circonscription              | Date d'élection | Date de fin de mandat             | Étiquette/Parti     |
| ----------------------------------------------------- | ---------------------------- | --------------- | --------------------------------- | ------------------- |
| Albert Benoist (1842-1910)                            | (Baugé)                      | 14 octobre 1877 | 27 octobre 1881                   | Union républicaine  |
| François Eugène Berger (1829-1903)                    | (Saumur)                     | 14 octobre 1877 | 27 octobre 1881                   | Appel au peuple     |
| Henri Louis Marie de Durfort-Civrac (1812-1884)       | 2e circonscription (Cholet)  | 14 octobre 1877 | 27 octobre 1881                   | Union des Droites   |
| Alexandre Fairé (1824-1908)                           | 2e circonscription (Angers)  | 14 octobre 1877 | 7 juillet 1878 (Élection annulée) | Union des Droites   |
| Louis Eugène Janvier de La Motte (1849-1894)          | (Segré)                      | 14 octobre 1877 | 27 octobre 1881                   | Appel au peuple     |
| Alexis Maillé (1815-1897)                             | 2e circonscription (Angers)  | 7 juillet 1878  | 27 octobre 1881                   | Gauche républicaine |
| Armand-Urbain de Maillé de La Tour-Landry (1816-1903) | 1re circonscription (Cholet) | 14 octobre 1877 | 27 octobre 1881                   | Union des Droites   |
| Théobald de Soland (1821-1906)                        | 1re circonscription (Angers) | 14 octobre 1877 | 27 octobre 1881                   | Union des Droites   |

### IreLégislature(1876-1877)
| Nom                                                   | Circonscription              | Date d'élection | Date de fin de mandat          | Étiquette/Parti     |
| ----------------------------------------------------- | ---------------------------- | --------------- | ------------------------------ | ------------------- |
| Albert Benoist (1842-1910)                            | (Baugé)                      | 20 février 1876 | 25 juin 1877                   | Union républicaine  |
| François Eugène Berger (1829-1903)                    | (Saumur)                     | 5 mars 1876     | 25 juin 1877                   | Appel au peuple     |
| Henri Louis Marie de Durfort-Civrac (1812-1884)       | 2e circonscription (Cholet)  | 20 février 1876 | 25 juin 1877                   | Union des Droites   |
| Alexandre Fairé (1824-1908)                           | 2e circonscription (Angers)  | 20 février 1876 | 21 mai 1876 (Élection annulée) | Union des Droites   |
| Louis Eugène Janvier de La Motte (1849-1894)          | (Segré)                      | 5 mars 1876     | 25 juin 1877                   | Appel au peuple     |
| Alexis Maillé (1815-1897)                             | 2e circonscription (Angers)  | 21 mai 1876     | 25 juin 1877                   | Gauche républicaine |
| Armand-Urbain de Maillé de La Tour-Landry (1816-1903) | 1re circonscription (Cholet) | 20 février 1876 | 25 juin 1877                   | Union des Droites   |
| Théobald de Soland (1821-1906)                        | 1re circonscription (Angers) | 5 mars 1876     | 25 juin 1877                   | Union des Droites   |

## Assemblée nationale(1871-1876)
| Nom                                                      | Date d'élection complémentaireRaison           | Date de fin de mandat anticipéeRaison | Étiquette/Parti     |
| -------------------------------------------------------- | ---------------------------------------------- | ------------------------------------- | ------------------- |
| Charles Ernest Beulé (1826-1874)                         |                                                | 4 avril 1874 †                        | Centre droit        |
| Alexandre Alfred Chatelain (1815-1884)                   |                                                |                                       | Centre droit        |
| Arthur Thimotée Antoine Victor de Cumont (1818-1902)     |                                                |                                       | Centre droit        |
| Henri Guy Delavau (1814-1885)                            |                                                |                                       | Union des Droites   |
| Henri Louis Marie de Durfort-Civrac (1812-1884)          |                                                |                                       | Union des Droites   |
| Ambroise Jules Joubert-Bonnaire (1829-1890)              |                                                |                                       | Centre droit        |
| Alexis Maillé (1815-1897)                                | 27 septembre 1874 (En remplacement de Beulé †) |                                       | Gauche républicaine |
| Armand-Urbain de Maillé de La Tour-Landry (1816-1903)    |                                                |                                       | Union des Droites   |
| Paul Mayaud (1814-1881)                                  |                                                |                                       | Union des Droites   |
| René Montrieux (1806-1883)                               |                                                |                                       | Centre droit        |
| Max Maximilien dit Richard (1818-1901)                   |                                                |                                       | Centre gauche       |
| Joseph Marie Mélite Roullet de La Bouillerie (1822-1894) |                                                |                                       | Union des Droites   |

## Corps législatif (Second Empire)

### IVeLégislature(1869-1870)
| Nom                                             | Circonscription              | Date d'élection | Date de fin de mandat | Étiquette/Parti   |
| ----------------------------------------------- | ---------------------------- | --------------- | --------------------- | ----------------- |
| François Eugène Berger (1829-1903)              | 2e circonscription           | 24 mai 1869     | 4 septembre 1870      | Candidat officiel |
| Henri Louis Marie de Durfort-Civrac (1812-1884) | 4e circonscription           | 24 mai 1869     | 4 septembre 1870      | Union des Droites |
| Charles Louvet (1806-1882)                      | 3e circonscription           | 24 mai 1869     | 4 septembre 1870      | Centre droit      |
| Émile Alexis Segris (1811-1880)                 | 1re circonscription (Angers) | 24 mai 1869     | 4 septembre 1870      | Centre droit      |

### IIIeLégislature(1863-1869)
| Nom                                     | Circonscription              | Date d'élection                                            | Date de fin de mandat | Étiquette/Parti     |
| --------------------------------------- | ---------------------------- | ---------------------------------------------------------- | --------------------- | ------------------- |
| François Eugène Berger (1829-1903)      | 2e circonscription           | 28 juillet 1866 (En remplacement de Bucher de Chauvigné †) | 28 avril 1869         | Candidat officiel   |
| Gustave Bucher de Chauvigné (1802-1866) | 2e circonscription           | 1er juin 1863                                              | 22 juin 1866 †        | Légitimiste         |
| Barthélémy de Las Cases (1811-1877)     | 4e circonscription           | 1er juin 1863                                              | 28 avril 1869         | Candidat officiel   |
| Charles Louvet (1806-1882)              | 3e circonscription           | 1er juin 1863                                              | 28 avril 1869         | Majorité dynastique |
| Émile Alexis Segris (1811-1880)         | 1re circonscription (Angers) | 1er juin 1863                                              | 28 avril 1869         | Majorité dynastique |

### IIeLégislature(1857-1863)
| Nom                                     | Circonscription              | Date d'élection                              | Date de fin de mandat       | Étiquette/Parti     |
| --------------------------------------- | ---------------------------- | -------------------------------------------- | --------------------------- | ------------------- |
| Gustave Bucher de Chauvigné (1802-1866) | 2e circonscription           | 22 juin 1857                                 | 5 novembre 1863             | Légitimiste         |
| Ernest Eugène Duboys (1808-1877)        | 1re circonscription          | 22 juin 1857                                 | 13 octobre 1859 (démission) | Majorité dynastique |
| Barthélémy de Las Cases (1811-1877)     | 4e circonscription           | 22 juin 1857                                 | 5 novembre 1863             | Majorité dynastique |
| Charles Louvet (1806-1882)              | 3e circonscription           | 22 juin 1857                                 | 5 novembre 1863             | Candidat officiel   |
| Émile Alexis Segris (1811-1880)         | 1re circonscription (Angers) | 27 novembre 1859 (En remplacement de Duboys) | 5 novembre 1863             | Candidat officiel   |

### IreLégislature(1852-1857)
| Nom                                             | Circonscription     | Date d'élection | Date de fin de mandat | Étiquette/Parti     |
| ----------------------------------------------- | ------------------- | --------------- | --------------------- | ------------------- |
| Gustave Bucher de Chauvigné (1802-1866)         | 2e circonscription  | 29 février 1852 | 28 novembre 1857      | Légitimiste         |
| Ernest Eugène Duboys (1808-1877)                | 1re circonscription | 29 février 1852 | 28 novembre 1857      | Majorité dynastique |
| Henri Louis Marie de Durfort-Civrac (1812-1884) | 4e circonscription  | 29 février 1852 | 28 novembre 1857      | Légitimiste         |
| Charles Louvet (1806-1882)                      | 3e circonscription  | 29 février 1852 | 28 novembre 1857      | Candidat officiel   |

## IIeRépublique
Élections au suffrage universel masculin à partir de 1848

### Assemblée nationale constituante (1848-1849)
- Alfred de Falloux
- Alexandre Pierre Freslon
- Charles Louvet
- Jean-Martial Bineau
- Camille Henri Guillier de La Touche
- Eugène Tessié de La Motte
- François Jouneaulx
- Jean Dutier
- Nicolas Oudinot
- Antoine Farran
- Charles Cesbron-Lavau
- Jean Lefrançois
- Pierre-Jean David d'Angers

### Assemblée nationale législative (1849-1851)
- René Esnault de Devansaye
- Alfred de Falloux
- Charles Louvet
- Jean-Martial Bineau
- Gustave Bucher de Chauvigné
- Camille Henri Guillier de La Touche
- Victor Louis Gain
- Augustin Giraud
- Abel Aubert du Petit-Thouars
- Nicolas Oudinot
- Antoine Farran
- Charles Cesbron-Lavau

## Chambre des députés (Monarchie de Juillet)

### IreLégislature(1830-1831)
- Jean-Pierre Olivier Guilhem décédé en 1831, remplacé par Augustin Giraud
- Gédéon Florentin de Marcombe
- Victorin Larevellière
- Martial de Guernon-Ranville
- Thomas-Louis Desmazières
- Benjamin Delessert
- Jean-Jacques Duboys
- Paul-Marie-Céleste d'Andigné de La Blanchaye

### IIeLégislature(1831-1834)
- Charles-Jules Giraud
- Augustin Giraud
- Félix Bodin
- Jérôme Robineau de Bougon
- Benjamin Delessert
- Jean-Jacques Duboys
- Paul-Marie-Céleste d'Andigné de La Blanchaye

### IIIeLégislature(1834-1837)
- Charles-Jules Giraud
- Augustin Giraud
- Félix Bodin décédé en 1837, remplacé par François Henri Allain-Targé
- Victorin Larevellière
- Benjamin Delessert
- Jean-Jacques Duboys
- Paul-Marie-Céleste d'Andigné de La Blanchaye

### IVeLégislature(1837-1839)
- Eugène Tessié de La Motte
- Gédéon Florentin de Marcombe
- Jean Dutier
- Antoine Farran
- Jérôme Robineau de Bougon
- Benjamin Delessert
- Jean-Jacques Duboys

### VeLégislature(1839-1842)
- Jérôme Robineau de Bougon démissionne en 1841, remplacé par Jean-Martial Bineau
- Eugène Tessié de La Motte
- François Jouneaulx
- Jean Dutier
- Antoine Farran
- René Poudret de Sevret
- Benjamin Delessert

### VIeLégislature(1842-1846)
- Jean-Martial Bineau
- Eugène Tessié de La Motte
- François Jouneaulx
- Jean Dutier
- Nicolas Oudinot
- Antoine Farran
- René Poudret de Sevret

### VIIeLégislature(17/08/1846-24/02/1848)
- Alfred de Falloux
- Jean-Martial Bineau
- Théodore de Quatrebarbes
- Eugène Tessié de La Motte
- Jean Dutier
- Nicolas Oudinot
- Antoine Farran

## Chambre des députés des départements (2eRestauration)

### Irelégislature(1815–1816)
- Charles du Bois de Maquillé
- Anselme François René Papiau de La Verrie
- Étienne Feuillant
- François-Régis de La Bourdonnaye
- Louis-Gabriel-Auguste d'Andigné de Mayneuf
- Pierre-Vincent Benoist

### IIelégislature(1816-1823)
- François-Régis de La Bourdonnaye
- Jean-François Bodin (1766-1829)
- Charles-Jean Cesbron-Lavau
- Louis-Gabriel-Auguste d'Andigné de Mayneuf
- Pierre-Vincent Benoist
- Jacques Gautret
- Urbain-René Pilastre de la Brardière

### IIIelégislature(1824-1827)
- Charles du Bois de Maquillé
- Prégent Brillet de Villemorge
- Alexandre Émeric de Durfort-Civrac
- Louis-Gabriel-Auguste d'Andigné de Mayneuf
- Louis Leroy de La Potherie
- Pierre-Vincent Benoist

### IVelégislature(1828-1830)
- Benjamin Delessert
- Frédéric-Joseph de Cacqueray
- Prégent Brillet de Villemorge
- François-Régis de La Bourdonnaye
- Jean-Pierre Guilhem
- Paul-Marie-Céleste d'Andigné de La Blanchaye
- Louis Leroy de La Potherie

### Velégislature(23 juin 1830-28 juillet 1830)
- Martial de Guernon-Ranville
- Benjamin Delessert
- Frédéric-Joseph de Cacqueray
- Prégent Brillet de Villemorge
- Jean-Pierre Guilhem
- Paul-Marie-Céleste d'Andigné de La Blanchaye
- Louis Leroy de La Potherie

## Chambre des représentants (Cent-Jours)
- Maurice-Augustin Bizard
- Louis Marie Levesque de Laferrière
- Thomas-Louis Desmazières
- Jean-Jacques Duboys
- Louis-François-Bertrand du Pont d'Aubevoye de Lauberdière
- Joseph François Joubert-Bonnaire
- Jacques Gautret
- Jean-Baptiste Michel Delorme

## Chambre des députés des départements (1reRestauration)
- Augustin Duclaux
- Louis-François-Bertrand du Pont d'Aubevoye de Lauberdière
- Joseph François Joubert-Bonnaire
- François-Charles Tharreau
- Augustin-Félix-Elisabeth Barrin La Galissonnière

## Corps législatif(1800-1814)
- Augustin Duclaux
- Louis-François-Bertrand du Pont d'Aubevoye de Lauberdière
- Joseph François Joubert-Bonnaire
- Jean-Baptiste Leclerc
- Urbain-René Pilastre de la Brardière
- Marie-Joseph Milscent
- François-Charles Tharreau
- Thomas-Louis Desmazières
- Augustin-Félix-Elisabeth Barrin La Galissonnière
- Jean-Baptiste Halbert

## Conseil des Cinq-Cents(1795-1799)
- François-Augustin Brichet
- Jean-François Leterme-Saulnier
- Mamert Coullion
- Louis Pierre Lorier
- Joseph François Joubert-Bonnaire
- Jean-Baptiste Leclerc
- Michel-Louis Talot
- Pierre-Marie Delaunay
- René Mathurin Clemenceau de la Lande
- Jean Julien Michel Savary
- Julien-Camille Le Maignan
- Jean-Baptiste Michel Delorme

## Convention nationale(1792-1795)
11 députés et 4 suppléants

### Députés
1. René-Pierre Choudieu, accusateur public à Angers, Ancien député à la Législative. Est décrété d'arrestation le 2 prairial an III (21 avril 1795), incarcéré à Ham et ensuite amnistié.
2. Joseph Delaunay dit l'aîné), avocat, commissaire national près le tribunal d'Angers, ancien député à la Législative. Est condamné à mort le 16 germinal an II (5 mai 1794).
3. Louis-Charles-Auguste Houlières, maire d'Angers, ancien député à la Législative. Démissionnaire le 16 avril 1793, est remplacé par Viger le 27 du même mois.
4. Louis-Marie de La Révellière-Lépeaux, administrateur du département, ancien Constituant. Donne sa démission le 13 août 1793 ; n'est pas remplacé ; rentre à la Convention le 18 ventôse an III (8 mars 1795).
5. Urbain-René Pilastre de la Brardière, maire d'Angers, remplace Dehoulière comme maire en novembre 1791, ancien Constituant. Donne sa démission le 12 août 1793. Est remplacé le 8 septembre suivant par Talot.
6. Jean-Baptiste Leclerc, administrateur du département, ancien Constituant. Donne sa démission le 13 août 1793. Est remplacé le 7 vendémiaire an II (28 septembre 1793), par Menuau.
7. Marie-François Dandenac, vice-président du district de Saumur.
8. Pierre-Marie Delaunay, président du tribunal criminel d'Angers.
9. Charles-François-Jean Pérard, administrateur du district d'Angers, ancien député suppléant à la Législative.
10. Jacques Dandenac, maire de Rou-Marson.
11. Julien-Camille Le Maignan, ancien lieutenant criminel à Beaugé, ancien Constituant.

### Suppléants
1. Louis-François-Sébastien Viger, procureur syndic à Angers, ancien député suppléant à la Législative. Remplace Dehoulière, le 27 avril 1793.
2. Henri Menuau, juge au tribunal de Vihiers. Remplace Leclerc le 7 vendémiaire an II (28 septembre 1793).
3. Tessié-Ducluseaux (Joseph-François-Alexandre), administrateur du département. Refuse de siéger et est exécuté le 26 germinal an II (15 avril 1794).
4. Michel-Louis Talot, avoué. Remplace Pilastre le 8 septembre 1793.

## Assemblée législative (1791-1792)
11 députés et 4 suppléants

### Députés
1. Louis-Charles-Auguste Houlières, maire d'Angers.
2. René-Pierre Choudieu, accusateur public à Angers, lieutenant-colonel de la garde nationale.
3. Jean-François Merlet, procureur-syndic du district de Saumur.
4. Jean-Jacques Ferrière, juge au tribunal du district de Baugé, administrateur du département.
5. Joseph Delaunay aîné, commissaire du roi au tribunal d'Angers.
6. René Mathurin Clemenceau de la Lande, juge au tribunal du district de Saint-Florent, séant à Beaupréau.
7. François Joseph Goffaux, médecin, administrateur du directoire du département, maire de Mouliherne.
8. Guy Jacques Chouteau, médecin, administrateur du directoire du district de Cholet.
9. Robert François Joseph Quesnay, juge au tribunal du district de Saumur.
10. Henri Menuau, juge au tribunal du district de Vihiers.
11. Joseph Toussaint Bonnemère, maire de Saumur, ancien magistrat.

### Suppléants
1. Viger (Louis François Sébastien), procureur-syndic du district d'Angers.
2. Couraudin (Aimé), procureur de la commune d'Angers.
3. Raymond (Jacques), administrateur du directoire du district de Saumur.
4. Pérard (Charles François Jean), administrateur du directoire  du district d'Angers.